# Rosa Poppe
Rosa Poppe, född 4 september 1867 i Budapest, död 2 februari 1940 Zürich(Grabstein im Sent Engadin), gift med Dr. Johann Leva (* 27.10.1864 Sent Engadin  Ch , † 18. 2. 1931 Zürich),var en tysk skådespelerska av ungersk börd.
Poppe var 1886–1887 anställd vid stadsteatern i Augsburg, 1887–1889 vid stadsteatern i Hamburg och 1889–1915 vid kungliga teatern i Berlin. Hon var därefter bosatt i Schweiz. Bland Poppes roller märks lady Macbeth i Macbeth, Maria Stuart, prinsessan Eboli i Don Carlos, Penthesilea, Medea, Sapfo samt Brunhilde och Kriemhild i Nibelungens ring.